# Obszar oddziaływania obiektu
Obszar oddziaływania obiektu – teren wyznaczony w otoczeniu obiektu budowlanego na podstawie przepisów wprowadzających związane z tym obiektem ograniczenia w zagospodarowaniu, w tym zabudowy, tego terenu.